# Jossi Wieler

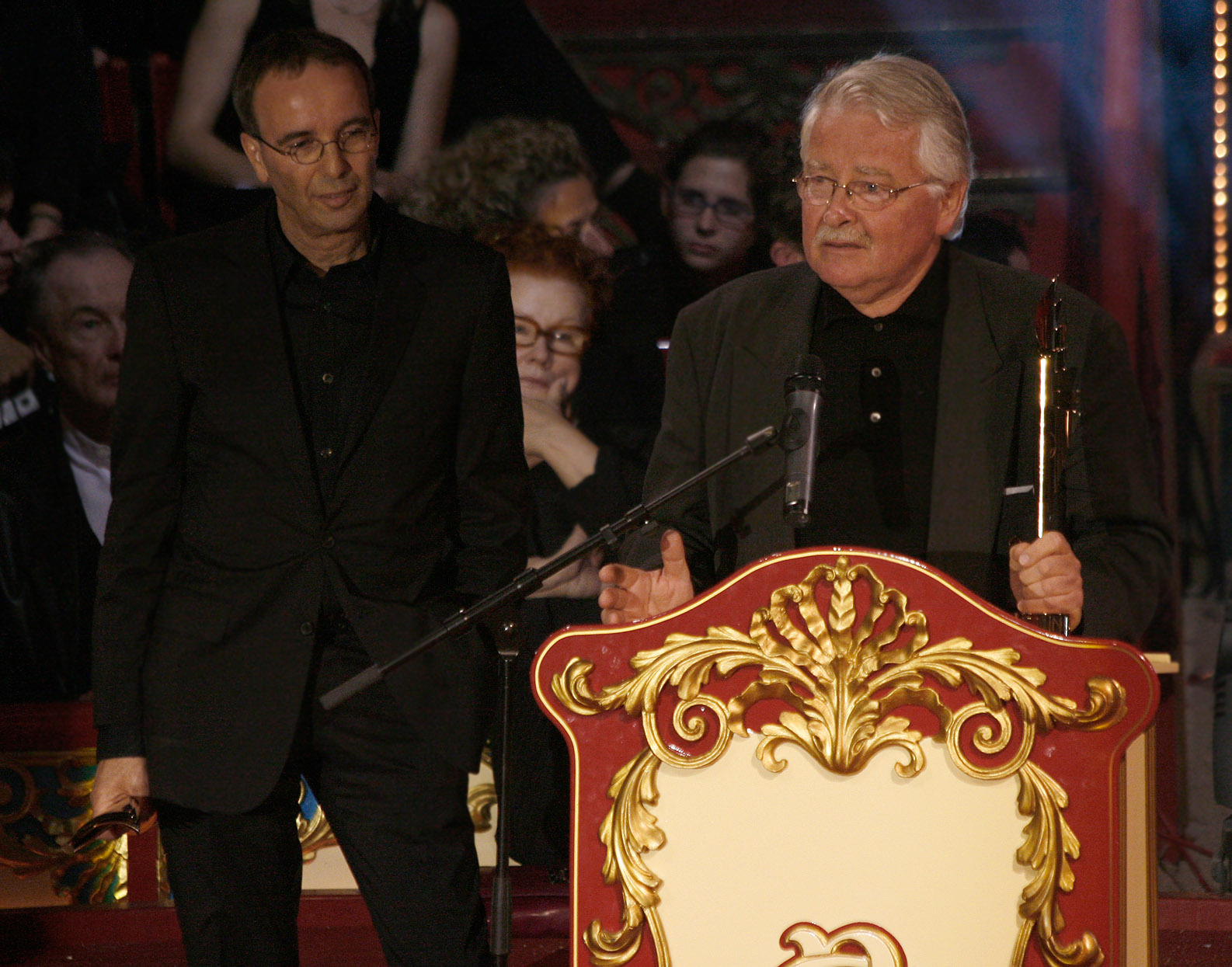
Jossi Wieler (links) en Frank Baumbauer bij de uitreiking van de Nestroy-Theaterpreis 2009

Jossi Wieler (Kreuzlingen, 6 augustus 1951) is een Zwitsers theater- en operaregisseur.
Jossi Wieler vertrok na zijn eindexamen van de middelbare school van Zwitserland naar Israël, waar hij voor het eerst met theater in aanraking kwam, een regieopleiding aan de Universiteit van Tel Aviv doorliep en zijn eerste ensceneringen maakte. In 1982 werd zijn eerste werk in Duitstalig gebied in het Düsseldorfer Schauspielhaus uitgevoerd, waaraan hij daarvoor twee jaar lang als regieassistent was verbonden.
Sindsdien is hij bij alle grote schouwburgen van Duitsland en Zwitserland actief, en sinds 1994 tezamen met Sergio Morabito ook als operaregisseur. Meermaals werden zijn ensceneringen uitgenodigd voor het Berliner Theatertreffen of als "Uitvoeringen van het jaar" gewaardeerd. Als zijn beste werken gelden die stukken die ontstonden bij het Deutsches Schauspielhaus in Hamburg, het Schauspielhaus Zürich, de Münchner Kammerspiele en ook bij de Staatsoper Stuttgart.
In 2002 werd hem de Konrad-Wolf-Preis van de Akademie der Künste in Berlijn toegekend en in 2005 de Deutsche Kritikerpreis. In 2006 ontving hij samen met Sergio Morabito de Faust-Theaterpreis in de categorie Beste muziektheaterregie voor hun enscenering van 'Doktor Faust' bij de Staatsopera Stuttgart.
Sinds 2011 is Wieler intendant van de Oper Stuttgart. Hij is lid van de Deutsche Akademie der Darstellenden Künste en van de Akademie der Künste Berlin.

## Belangrijke ensceneringen
- Ferdinand Bruckner - 'Die Rassen' 1983, Theater der Stadt Heidelberg
- Heinrich von Kleist - 'Amphitryon' 1985, Schauspiel Bonn, uitnodiging tot het Berliner Theatertreffen
- Gotthold Ephraim Lessing - 'Nathan der Weise' 1990, Theater Basel
- Henrik Ibsen - 'Peer Gynt' 1992, Theater Basel
- Elfriede Jelinek - 'Wolken.Heim' 1993, Deutsches Schauspielhaus Hamburg, uitnodiging tot het Berliner Theatertreffen
- Tankred Dorst - 'Herr Paul' première 1994, Deutsches Schauspielhaus Hamburg
- Gundi Ellert - 'Josephs Töchter' première 1995, Deutsches Schauspielhaus Hamburg
- Georg Friedrich Händel  - 'Alcina' 1998, Staatsopera Stuttgart
- Elfriede Jelinek - 'er nicht als er' première 1998, Salzburger Festspiele / Deutsches Schauspielhaus Hamburg
- Richard Wagner  - 'Siegfried' 1999, Staatsopera Stuttgart
- Elfriede Jelinek - 'Macht nichts' première 2001, Schauspielhaus Zürich
- Richard Strauss - 'Ariadne auf Naxos' 2001, Salzburger Festspiele, 'Uitvoering van het jaar'
- Euripides - 'Alkestis' 2001, Münchner Kammerspiele. Uitnodiging tot het Berliner Theatertreffen en tot het Holland Festival
- Vincenzo Bellini - 'Norma' 2001, Staatsopera Stuttgart
- Jon Fosse - 'Winter' 2002, Schauspielhaus Zürich
- Arnold Schönberg  - 'Moses und Aron' 2003, Staatsopera Stuttgart
- Paul Claudel - 'Mittagswende' 2004, Münchner Kammerspiele, Uitnodiging tot het Berliner Theatertreffen
- Ferruccio Busoni - 'Doktor Faust' 2004/5, San Francisco Opera / Staatsopera Stuttgart, Uitvoering van het jaar
- Tsuruya Nambuko  - 'Yotsuya Ghost Story' 2005, Tokio
- Christoph Willibald Gluck - 'Alceste' 2006, Staatsopera Stuttgart, Uitvoering van het jaar
- Wolfgang Amadeus Mozart/Lorenzo da Ponte  - 'Così fan tutte'/'Le nozze di Figaro'/'Don Giovanni' 2006, De Nederlandse Opera, Amsterdam
- Giuseppe Verdi - 'Un ballo in maschera' 2008, Staatsoper Unter den Linden, Berlin
- Fromental Halevy - 'La Juive' 2008, Staatsopera Stuttgart
- Antonín Dvořák - 'Rusalka' 2008, Salzburger Festspiele
- Elfriede Jelinek - 'Rechnitz (Der Würgeengel)' 2008, Münchner Kammerspiele